# 캐롤린 로드리게스

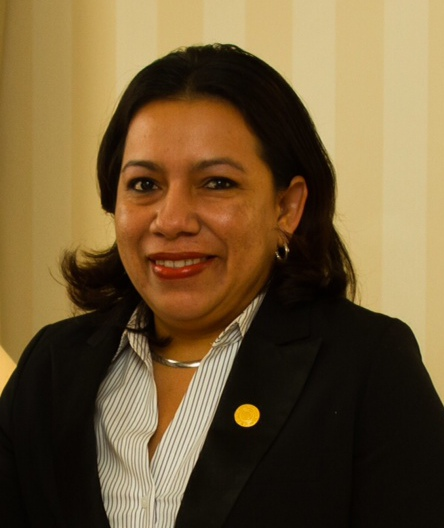
캐롤린 로드리게스

캐롤린 앨리슨 로드리게스 버킷(Carolyn Allison Rodrigues-Birkett , 1973년 9월 16일~)는 가이아나의 정치인이다.